# Гіммельрайх Єлизавета Василівна
Гіммельрайх Єлизавета Василівна (нар. 2 жовтня 1890, м. Катеринослав, — 30 квітня 1955, м. Мельбурн) — акушер-гінеколог, біохімік. Академік Української вільної академії наук (УВАН, 1946). Дружина Павла, мати Костя Гіммельрайхів.

## Біографія
Народилася Єлизавета Гіммельрайх 2 жовтня 1890 року в Катеринославі в родині священника, о. Василя Попова.
1910 року з відзнакою закінчивши жіночу гімназію в м. Бахмуті, пішла учителювати в народну школу. Всі запрацьовані гроші витрачала на культурні та благодійні цілі для селян.
1911 року Єлизавета Василівна вступила до жіночого медичного інституту в Петербурзі. Цього ж року одружилася з майбутнім професором Павлом Гіммельрайхом.
1913 року за участь у протиурядовій демонстрації була ув'язнена на декілька тижнів та вимушена кинути навчання в медичному інституті.
1918 року вступила та закінчила Харківський університет.
Працювала лікарем у Чернігові, Воронькові, Каневі, починаючи від сільських і районних лікарень, кінчаючи університетськими клініками й науково-дослідним інститутом Української Академії Наук у Києві.
У 1934 році, переховуючись від небезпеки арештів більшовицької влади, перебувала на близькому сході в Єревані та Ашхабаді.
13 квітня 1940 року захистила дисертацію на тему «Зміни катепсини та ліпази тканин при експериментальному С — авітамінозі».
Наукові дослідження були присвячені вивченню проблеми авітамінозів, а також змін активності тканин, ферментів при експериментальному С-авітамінозі.
Згодом опанувала педагогічний напрямок роботи. Її було обрано доцентом, а потім керівником кафедри біохімії Білоцерківського сільськогосподарського інституту.
Під час Другої світової війни була військовим лікарем, потім емігрувала до Мюнхена, де 1946 року стала співзасновником медичного відділу Української вільної академії наук (ВУАН).
Переїхавши до Австралії Єлизавета Гіммельрайх вже не працювала. Брала участь у громадському житті як членкиня Союзу Українок та проводила культурно-освітню роботу при українській православній парафії в Мельбурні.
Померла 30 квітня 1955 року в шпиталі м. Мельбурн.